# San Pedro (Bolivia)
San Pedro è un comune (municipio in spagnolo) della Bolivia nella provincia di Obispo Santistevan (dipartimento di Santa Cruz) con 17.871 abitanti (dato 2010).